# Kittirat Kusumapan
Kittirat Kusumapan ist ein thailändischer Fußballspieler.

## Karriere
Kittirat Kusumapan stand bis Ende 2015 beim Saraburi FC unter Vertrag. Wo der vorher gespielt hat, ist unbekannt. Der Verein aus Saraburi spielte in der höchsten thailändischen Liga, der Thai Premier League. 2015 stand er dreimal für Saraburi im Tor. Ende der Saison wurde der Verein aufgelöst. Seit Anfang 2016 ist er vertrags- und vereinslos.